# Wohn- und Wirtschaftsgebäude Dedendorf 7
Das Wohn- und Wirtschaftsgebäude Dedendorf 7 in Bücken- Dedendorf in der niedersächsischen Samtgemeinde Grafschaft Hoya stammt vom 16. Jahrhundert.
Es ist eines der ältesten Bauernhäuser der Region und wird aktuell (2023) als Wohnhaus genutzt.
Das Gebäude steht unter Denkmalschutz (siehe auch Liste der Baudenkmale in Bücken).

## Beschreibung und Geschichte
Das eingeschossige giebelständige Zweiständer-Hallenhaus in Raster-Fachwerk mit Steinausfachungen (früher Lehmstakung) und mit einem reetgedeckten Krüppelwalmdach und Niedersachsengiebel mit Uhlenloch und Pferdeköpfen wurde im 16. Jahrhundert gebaut. Die beiden Giebel kragen im Obergeschoss etwas vor und werden durch profilierte Knaggen gestützt. Ständer und Riegel im Wirtschaftsgiebel des Untergeschosses sind sehr breit. Das Gebäude ist heute rund 11,6 × 22 Meter groß.
Im örtlichen Lagerbuch wurde der Hof von Gercke Leydige 1583 erwähnt. Das Bauernhaus soll 1595 errichtet worden sein, durch neuere dendrochronologische Untersuchungen von Balken wurde deren Alter auf um 1517 bestimmt. Das Haus hat eine umlaufende Kübbung (Seitenschiffe) mit Vorschauer, eine zweieinhalbfachige Diele und ein zweifachiges Flett (Küche). In der ersten Knagge der linken Lucht (Dachboden) findet sich die Jahreszahl 1595. Im Torriegel des heutigen Giebels steht die Inschrift:
„ANO 1654“. Zu dieser Zeit wurden Vorder- und Hinterkübbung beseitigt, die Diele verlängert und ein neues Kammerfach errichtet sowie alle Außenwände erneuert. Die Eigentümer erhielten später eine Schankgenehmigung.
Ein verklinkerter massiver Queranbau mit Satteldach und vier Schleppgauben sowie Fenster mit Segmentbögen ist später im 19. Jahrhundert angefügt worden.
Nach Umbauten wird das Gebäude zu Wohnzwecken genutzt, wobei die inneren Strukturen erhalten blieben.
Das Niedersächsische Landesamt für Denkmalpflege befand: „… geschichtliche Bedeutung … durch beispielhafte Ausprägung eines niederdeutschen Hallenhauses …“